# Colle Scravaion
Il colle Scravaion (814 m s.l.m.) è un valico delle Alpi liguri situato nella provincia di Savona. Collega il comune di Castelvecchio di Rocca Barbena, nella valle del Neva, con il comune di Bardineto, in val Bormida.

## Descrizione

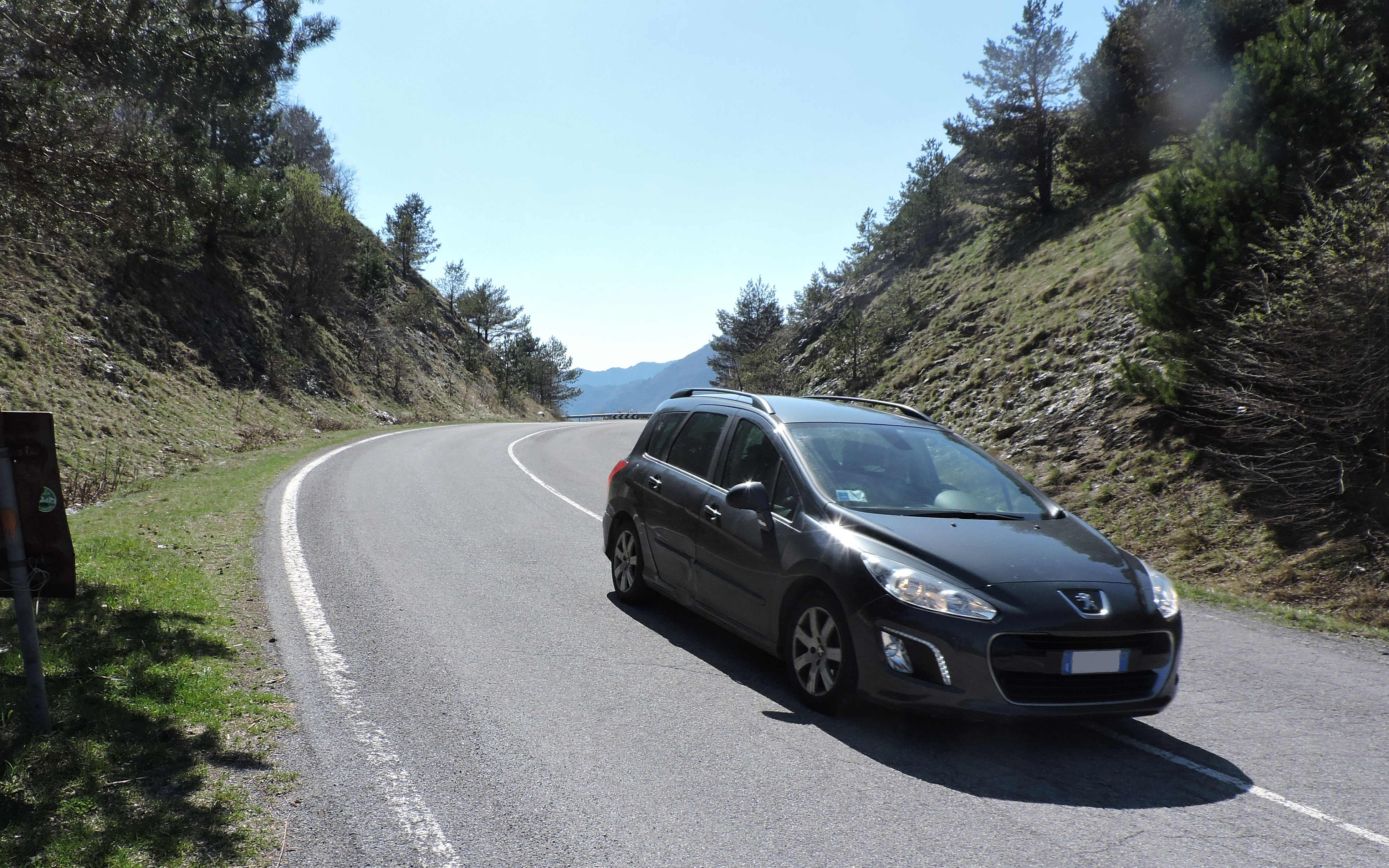
Il colle dal lato val Bormida

Il valico si apre tra il Monte Lingo (a ovest) e la Rocca Barbena. È collocato sullo spartiacque della Catena principale alpina e collega il bacino padano con quello del mar Ligure.
Sul versante nord si trovano estese faggete, mentre il versante rivolto verso il mar Ligure è più caldo e arido.
Il colle è raggiungibile percorrendo la strada provinciale n.52 Barreassi Calizzano. Nei pressi del punto di valico è presente una piccola area pic-nic, mentre poco al di sotto del colle, sul lato sud, è presente una vecchia casa cantoniera. Il colle Scravaion è terminale di tappa dell'Alta Via dei Monti Liguri.

## Ciclismo
Il valico è considerato una salita molto adatta ai ciclisti, senza pause ma strappi eccessivamente duri. La salita da Zuccarello è anche resa più piacevole dall'ombreggiatura e dagli scorci panoramici che offre. Molto frequentato dagli appassionati, viene spesso inserito nel tracciato delle gare ciclistiche, mentre il traffico automobilistico non è particolarmente elevato. Fa parte di un classico circuito detto  dei tre gioghi che comprende anche il Giogo di Toirano e il colle di Balestrino.